# Кентербери
Кентербери (енгл. Canterbury) историјски је енглески град у округу Кент у југоисточној Енглеској. Лежи на ријеци Стаур. Градом доминира Кентерберијска катедрала, најстарија у Енглеској, а осим ње ту су рушевине Црква Светог Августина, Црква Светог Мартина, која се налази под заштитом Унеска, као и остаци старог дворца.
Настао је као бритско насеље коме су римски освајачи у 1. веку дали име Durovernum Cantiacorum. Касније је постало главно насеље јутских досељеника, те добило своје енглеско име Кентербери, изведено од староенглеског Cantwareburh  ("упориште нардоа Кента"). Након што се Краљевина Кент преобратило на хришћанство године 597. Свети Аугустин је у граду поставио бискупску столицу и тако постао први Надбискуп кентерберијски, а што је мјесто одакле се данас управља Црквом Енглеске и светском Англиканском заједницом (иако данашња Провинција Кентербери покрива цијели југ Енглеске). Убиство Томаса Бекета у Кентерберијској катедрали 1170. је катедралу учинило омиљеним мјестом ходочашћа за кршчане са свих страна свијета. То је ходочашће послужило Џефрију Чосеру као инспирација за његов класични текст из 14. вијека познат као Кентерберијске приче. Важности града за историју књижевности је допринијело и то што је био родно место драматичара Кристофера Марлоуа у 16. веку.
У граду постоје многе историјске зграде, укључујући бедем који потиче још из римских времена, а који је дограђен 14. вијеку; рушевине опатије св. Аугустина и норманског замка, те по многима најстарија образовна институција у Енглеској Краљева школа. Од модерних зграда су најважније Универзитет Кента, Кентерберијски универзитет Христове цркве, позориште Марлоу театар и игралиште Сент Лоренс Граунд на коме наступа Кент каунти крикет клаб. Локална управа, чија је јединица дистрикт Град Кентербери, покрива нешто шире подручје.

## Историја
У Англосаксонско доба енг. Cantwaraburh (град људи Кента) саграђен је на мјесту Римског Durovernuma. Поткрај 6. вијека ту је Аугустин, послије Кентерберијски надбискуп, почео проповиједати хришћанство. Отад је Кентербери црквено средиште Енглеске. Знаменита је катедрала историјско-архитектонски споменик (11-15. вијека) с особито лијепо осликаним прозорима. У катедрали су покопани многи енглески великани, међу којима и надбискуп Томас Бекет, који је у њој убијен (1170. год.). Уз катедралу налази се рукописима богата метрополитанска књижница.

## Становништво
| 1981.  | 1991.  | 2001.  |
| ------ | ------ | ------ |
| 30,415 | 33,155 | 43,432 |

## Међународна сарадња
Кентербери је збратимљен са сљедећим градовима:
- Ремс[3]

Градови-партнери
- Острогон